# Disappear (Hoobastank)
Disappear è un singolo del gruppo musicale statunitense Hoobastank, pubblicato nel 2005 ed estratto dall'album The Reason.

## Video
Il videoclip della canzone è stato diretto da Marc Webb.

## Tracce
CD 1
1. Disappear [Radio Edit] – 4:00
2. Same Direction [Acoustic Version] – 3:26
3. Just One [Album Version]
4. Disappear [Multimedia Track]

CD 2
1. Disappear [Radio Edit] – 4:00
2. Same Direction [Acoustic Version] – 3:26